# Constanze Hallgarten
Constance Hallgarten, née le 12 septembre 1881 à Leipzig et morte le 25 septembre 1969 à Munich, est une militante des droits des femmes et une des principales activistes du mouvement pacifiste allemand. Elle avertit très tôt des dangers du national-socialisme et figure déjà sur une « liste noire » des nationaux-socialistes lors du putsch de Hitler en 1923.

## Biographie

### Jeunesse
Constanze Wolff est née le 12 septembre 1881 à Leipzig. Elle est l'aînée des trois enfants de la peintre Philippine Wolff-Arndt et de l'homme d'affaires Anton Wolff. Elle fréquente une école de filles à Leipzig, la Servièresche Höhere Mädchenschule, réputée pour son éducation humaniste.
En 1900, elle épouse le juriste et philosophe Robert Hallgarten (de). Le couple vit à Munich dans le quartier cossu de Bogenhausen. Ils ont deux fils, l'historien Wolfgang Hallgarten (1901-1975) et le peintre Richard Hallgarten (de) (1905-1932). 
Constanze Hallgarten s'intéresse à la politique. Par l'intermédiaire de sa mère, une féministe engagée, elle rencontre les militantes Anita Augspurg et Lida Gustava Heymann.

### Engagement en faveur de la paix
Au début de la Première Guerre mondiale, Constanze Hallgarten s'implique dans des actions caritatives : collectes de dons, de vêtements pour le front, distribution de repas aux soldats blessés et mutilés dans son propre jardin. Dès 1917, elle participe à la création du groupe local munichois du Comité international des femmes pour la paix permanente.
En mai 1919, elle réussit à faire partie de la délégation allemande lors de la fondation de la Ligue internationale des femmes pour la paix et la liberté lors du deuxième Congrès international des femmes pour la paix à Zurich. Elle est fortement impressionnée par ce congrès qui, dit-elle va façonner son travail politique de pacifiste. Elle prend la tête du groupe munichois de la Ligue en 1919 et ce, jusqu'à sa dissolution en 1933.
Elle est aussi membre du conseil d'administration du groupe munichois de la Deutsche Friedensgesellschaft et la seule femme au conseil d'administration du groupe munichois de la Ligue allemande pour la Société des Nations.
En 1923, elle assiste à la remise d'une pétition présentée par des femmes de tous les bords politiques au ministre bavarois de l'Intérieur, Franz Xaver Schweyer (de), exigeant qu'Adolf Hitler soit expulsé d'Allemagne en raison de ses violents troubles publics. La pétition n'a pas de succès mais les signataires sont désormais sur les « listes noires » de ceux qui seront liquidés par les putschistes nationaux-socialistes « lorsqu'il y aura à nouveau un gouvernement allemand en Allemagne ».
En 1927, elle organise avec Marie Zehetmaier une exposition à Munich pour la Deutsche Friedensgesellschaft.
En 1931, elle est l'une des fondatrices de la section allemande de la Ligue internationale des mères et éducatrices pour la paix. Käthe Kollwitz, Vicki Baum, Annette Kolb, Gertrud Bäumer, Marie Elisabeth Lüders, Anna Siemsen, Hélène Stöcker, Marianne Weber et Katia Mann, figurent parmi les signataires de son appel aux mères de tous horizons pour qu'elles éduquent leurs enfants à la non-violence et à la compréhension internationale.

### Le nazisme et l'exil
Constanze Hallgarten organise le 13 janvier 1932, une conférence intitulée Le désarmement mondial ou la fin du monde à Munich à laquelle participent l'IFFF, l'Union Mondiale, la Ligue internationale des mères, l'Association des femmes catholiques allemandes et les femmes sociales-démocrates. Edith Hoereth-Menge (de), membre de l'IFFF et du Parti social-démocrate dirige l'événement, Erika Mann et Marcelle Capy font partie des conférencières. La conférence et les orateurs sont victimes d'une compagne diffamatoire de la presse, surtout celle d'extrême droite,. 
Après la prise du pouvoir par les nazis, tous les groupes pacifistes sont dissous ou interdits et leurs principaux représentants placés en « détention préventive ». Constanze Hallgarten quitte l'Allemagne en mars 1933 avec sa mère et son fils (son mari est mort en 1924 et son fils Richard s'est suicidé en 1932). Elle émigre d'abord en Suisse, puis en France. Elle vit avec sa mère, d'abord à Versailles puis à Paris,. A Paris, elle côtoie et s'entraide avec Hedwig Kämpfer et Elisabeth Bab. Elle reste aussi en contact avec les mouvements pacifistes : elle participe au 32e Congrès mondial de la paix à Paris en août 1937 et à la dernière réunion internationale du Comité exécutif de l'IFFF, en avril 1939.
En 1941, Constanze Hallgarten, fuyant l'avancée des troupes allemandes, quitte Paris et, via Marseille, Madrid et Lisbonne, rejoint les États-Unis où se trouve déjà son fils.  Elle vit en Californie, à Palo Alto, et prend la nationalité américaine. Elle est active au sein du groupe local de la Ligue internationale des femmes pour la paix et la liberté et participe au Congrès international de Copenhague en août 1949 en tant que déléguée américaine.

### Retour en Allemagne
En 1955, Constanze Hallgarten retourne à Munich. Elle s'investit à nouveau dans le groupe munichois de la Ligue internationale des femmes pour la paix et la liberté qu'elle parvient à faire revivre. Cependant, le positionnement de la section allemande contre le réarmement au début des années 1950 entraîne une répression des pacifistes allemands et l'interdiction temporaire de l'organisation en Bavière.
Elle se suicide le 25 novembre 1969 avec une surdose de somnifères, à l'âge de 88 ans.

« Ce n'est que par une opposition active à la violence qui nous menace, nous et nos enfants, de mort et de destruction, que la vie vaut la peine d'être vécue aujourd'hui. »

## Hommages
- Une rue de Munich porte son nom[7].

## Publication
- (de) Als Pazifistin in Deutschland : Biographische Skizze, Stuttgart, Conseil-Verlag, 1956, 112 p. (lire en ligne)